# Petar Aleksandrow
Petar Aleksandrow Aleksandrow (bulgarisch Петър Александров Александров, wiss. Transliteration Petăr Aleksandrov Aleksandrov; * 7. Dezember 1962 in Karlowo) ist ein bulgarischer Fußballtrainer und ehemaliger Fußballspieler. Petar Aleksandrow hat in über 400 Ligaspielen mit seinen Vereinen eine Torquote von über 0,5 Tore/Spiel erreicht.

## Karriere

### Spieler
Aleksandrow spielte im Sturm. Seine Karriere begann er bei Lewski Karlowo – in der regionalen Fußballgruppe B hatte er 26 Spiele und 10 Tortreffer (1981/82). In der A Grupa erzielte er 110 Tore (100 Tore für Slawia Sofia und 10 Tore für Lewski Sofia). Er absolvierte in der A Grupa 185 Spiele (173 Spiele für Slawia Sofia von 1982 bis 1989 und 12 Spiele für Lewski Sofia ab 1994).
Mit Lewski Sofia gewann Aleksandrow 1993/94 das Double aus nationaler Meisterschaft und Pokal. Für Slawia Sofia absolvierte Aleksandrow vier Spiele im UEFA-Pokal. Von 1989 bis 1991 spielte er für den KV Kortrijk in Belgien (1989/90) und in Deutschland für Energie Cottbus (1990/91). Danach war Aleksandrow in der Schweiz für den FC Aarau (Herbst 1991 bis Herbst 1993 und Herbst 1998 bis Frühjahr 2000), Neuchâtel Xamax (1994/95), den FC Luzern (Herbst 1995 bis Frühjahr 1998), den FC Basel (Frühjahr 2000), den FC Kickers Luzern (2000/01) und den FC Kickers Luzern (Herbst 2001) aktiv. Insgesamt erzielte Aleksandrow 117 Tore. In der Saison 1992/93 gewann er die Schweizer Meisterschaft mit dem FC Aarau und er wurde zum besten Ausländer der Liga gewählt. 1997 war Aleksandrow mit dem FC Luzern Finalist im Schweizer Cup.
Zwei Mal war Aleksandrow Torschützenkönig in der höchsten Schweizer Spielklasse (1995 mit 24 Toren für Neuchâtel Xamax und 1996 mit 19 Toren für FC Luzern). Aleksandrow war Teilnehmer an der Fußball-Weltmeisterschaft 1994 in den USA, wurde beim Turnier jedoch nicht eingesetzt.
Sein Debüt als Nationalspieler hatte Aleksandrow am 10. September 1986 gegen Schottland bei der Euroqualifikation (0:0). Für die Nationalauswahl spielte er 25 Spiele und erzielte fünf Tore. Er galt als starker Angreifer, der beidfüßig agierte und auch für seine Kopfballtore bekannt war.

### Trainer
Nach seinem Rückzug als Spieler blieb Aleksandrow in der Schweiz und managte die Reserve des FC Aarau von 2002 bis 2004, bis er Manager-Assistent beim griechischen Verein PAOK Thessaloniki wurde.
2006 wurde Aleksandrow zum Assistenten seines Landsmannes Krassimir Balakow beim FC St. Gallen ernannt. Nach wenigen Monaten verließ er jedoch den Verein, um sich dem Trainerteam beim Grasshopper Club Zürich anzuschließen. Plamen Markow ernannte ihn 2008 zu seinem Assistenten in der bulgarischen Fußballnationalmannschaft.
Im Juni 2015 wurde Aleksandrow Assistenztrainer von Patrick Rahmen beim FC Biel-Bienne in der Challenge League. In der turbulenten Saison 2015/16 und dem Wechsel von Patrick Rahmen zum FC Luzern, übernahm er vom 26. Februar bis zum 29. März als Interimstrainer die Mannschaft. Nach diversen Eklats rund um den neuen Trainer Zlatko Petricevic, übernahm Aleksandrow nochmals das Amt als Trainer. Nachdem die Disziplinarkommission der SFL dem FC Biel-Bienne am 27. April die Lizenz für die Teilnahme an der Meisterschaft entzog, und der Verein kurz darauf Konkurs einreichte, endete das Arbeitsverhältnis.
Vom 10. Januar 2017 bis zum 30. Juni 2017 war Aleksandrow Stürmertrainer beim FC Zürich.
Im Sommer 2018 kehrte Aleksandrow als Stürmertrainer zum FC Aarau zurück, bei dem er mittlerweile als zweiter Assistenztrainer tätig ist.
Aleksandrow war außerdem vom Sommer 2018 bis September 2020 Sportchef beim FC Olten in der Amateurliga.